# گریت والتهم
گریت والتهم (به انگلیسی: Great Waltham) یک روستا و محله مدنی در بریتانیا است که در چلمزفورد واقع شده‌است.